# Shaun Donovan
Shaun Donovan (født 24. januar 1966 i New York City, New York, USA) er en amerikansk politiker, der siden 22. januar 2009 har fungeret som USA's bolig- og byudviklingsminister under præsident Barack Obama. Han tilhører ligesom sin præsident det Demokratiske Parti.
Donovan blev født i New York City og studerede statskundskab på Harvard Universitet. Efter endt uddannelse gjorde han blandt andet karriere indenfor boligpolitik i New York. Efter præsidentvalget i USA 2008 blev han udpeget af Barack Obama som den nye undervisningsminister i hans regering. Han blev officielt indsat på posten den 22. januar 2009, to dage efter at Obama var blevet taget i ed som landets 44. præsident. 